# Funkcja prostokątna

Funkcja prostokątna

Funkcja prostokątna jest zdefiniowana jako
{\displaystyle \mathrm {rect} (t)=\sqcap (t)={\begin{cases}0&{\mbox{dla }}|t|>{\frac {1}{2}}\\{\frac {1}{2}}&{\mbox{dla }}|t|={\frac {1}{2}}\\1&{\mbox{dla }}|t|<{\frac {1}{2}}.\end{cases}}}
Funkcję prostokątną można wyrazić za pomocą funkcji skokowej Heaviside’a {\displaystyle u} jako
{\displaystyle \operatorname {rect} (t)=u\left(t+{\frac {1}{2}}\right)\cdot u\left({\frac {1}{2}}-t\right)=u\left(t+{\frac {1}{2}}\right)-u\left(t-{\frac {1}{2}}\right).}

## Transformacja Fouriera
Zachodzi
{\displaystyle \int _{-\infty }^{\infty }\mathrm {rect} (t)\cdot e^{-i2\pi ft}\,dt={\frac {\sin(\pi f)}{\pi f}}=\mathrm {sinc} (f)}
i
{\displaystyle {\frac {1}{\sqrt {2\pi }}}\int _{-\infty }^{\infty }\mathrm {rect} (t)\cdot e^{-i\omega t}\,dt={\frac {1}{\sqrt {2\pi }}}\cdot \mathrm {sinc} \left({\frac {\omega }{2\pi }}\right),}
gdzie {\displaystyle \mathrm {sinc} } jest w postaci znormalizowanej.
Relacje te mają zastosowanie w teorii przetwarzania sygnałów i wynika z nich, że realizacja idealnego sygnału prostokątnego wymaga nieskończenie szerokiego pasma w dziedzinie częstotliwości.

## Pochodna
Funkcja prostokątna z uwagi na brak ciągłości nie jest różniczkowalna w sensie klasycznym, ani nie jest słabo różniczkowalna. Jednak możliwe jest wyrażenie pochodnej z funkcji prostokątnej w teorii dystrybucji za pomocą delty Diraca
{\displaystyle \operatorname {rect} '(t)=\delta \left(t+{\frac {1}{2}}\right)-\delta \left(t-{\frac {1}{2}}\right).}

## Statystyka
Funkcja prostokątna ma zastosowanie przy definiowaniu równomiernego rozkładu prawdopodobieństwa.